# ينغفي لارسون
ينغفي لارسون هو مهندس معماري ومخطط حضري وسياسي سويدي، ولد في 13 ديسمبر 1881 في Sundsvalls parish ‏ في السويد، وتوفي في 16 ديسمبر 1977 في Oscar Parish ‏ في السويد. نشط حزبياً في حزب الشعب الليبرالي. وقد انتخب عضو الغرفة الثانية ‏ عن دائرة دائرة بلدية ستوكهولم الانتخابية ‏ (1946 – 1952).